# 小泉善一郎
小泉 善一郎（こいずみ ぜんいちろう、1892年（明治25年）10月11日 - 1977年（昭和52年）5月15日）は、日本の政治家。栃木県（旧）佐野市長を務めた。

## 経歴
安蘇郡佐野町に生まれる。実家は織物業を営んでおり十代で家業を継ぐ。1929年（昭和4年）、佐野町議会議員に就任し以後14年間務める。また、1935年（昭和10年）9月から1939年（昭和14年）9月まで安蘇郡選出の県会議員を務めている。この他に、佐野織物工業組合理事長や日本綿織物工業組合連合会監事なども歴任している。
1942年（昭和17年）、佐野町長に就任。当時の佐野町は周辺の自治体との合併による市制施行を検討しており、小泉はその実現に向けて主導的役割を果たした。
1943年（昭和18年）4月1日、（旧）佐野市が発足。市制施行後初の市議会議員選挙に際し、市長代理の地位にあった小泉は立候補者の乱立を防ごうと奔走している。市内各地区はそれぞれ立候補者を推薦し無競争での当選を図った。しかし、小泉らの思惑に反し、立候補届け出締め切りまでに定数30に対して41名が立候補し激戦となってしまう。
市議会議員選挙を経て、同年6月の臨時会で小泉は全会一致で市長に推薦される。同月29日、市長に就任した。1944年（昭和19年）7月には消防本部を竣工している。
終戦後の1946年（昭和21年）には公職追放の対象となり市長の職を追われた。しかし、1955年（昭和30年）5月には再び市長に就任し1959年（昭和34年）4月まで務めた。1956年（昭和31年）にはごみ焼却場と堀米橋を完成させ、1957年（昭和32年）には農業委員会の統合や出張所の廃止を行った。
1977年（昭和52年）5月15日午後4時20分、脳出血により佐野市内の病院で死去した。84歳没。